# Острозький парк
Остро́зький парк — парк-пам'ятка садово-паркового мистецтва місцевого значення в Україні. Об'єкт природно-заповідного фонду Рівненської області. 
Розташований у межах центральної частини міста Острог Рівненської області, при вулиці Академічній. 
Площа 6,6 га. Статус надано згідно з рішенням облвиконкому від 22.11.1983 № 343 (зміни згідно з рішенням облвиконкому від 18.06.1991 № 98). Перебуває у віданні Острозької міської ради. 
Статус надано з метою збереження давнього парку, де зростає 180 видів кущів та дерев.

## Галерея

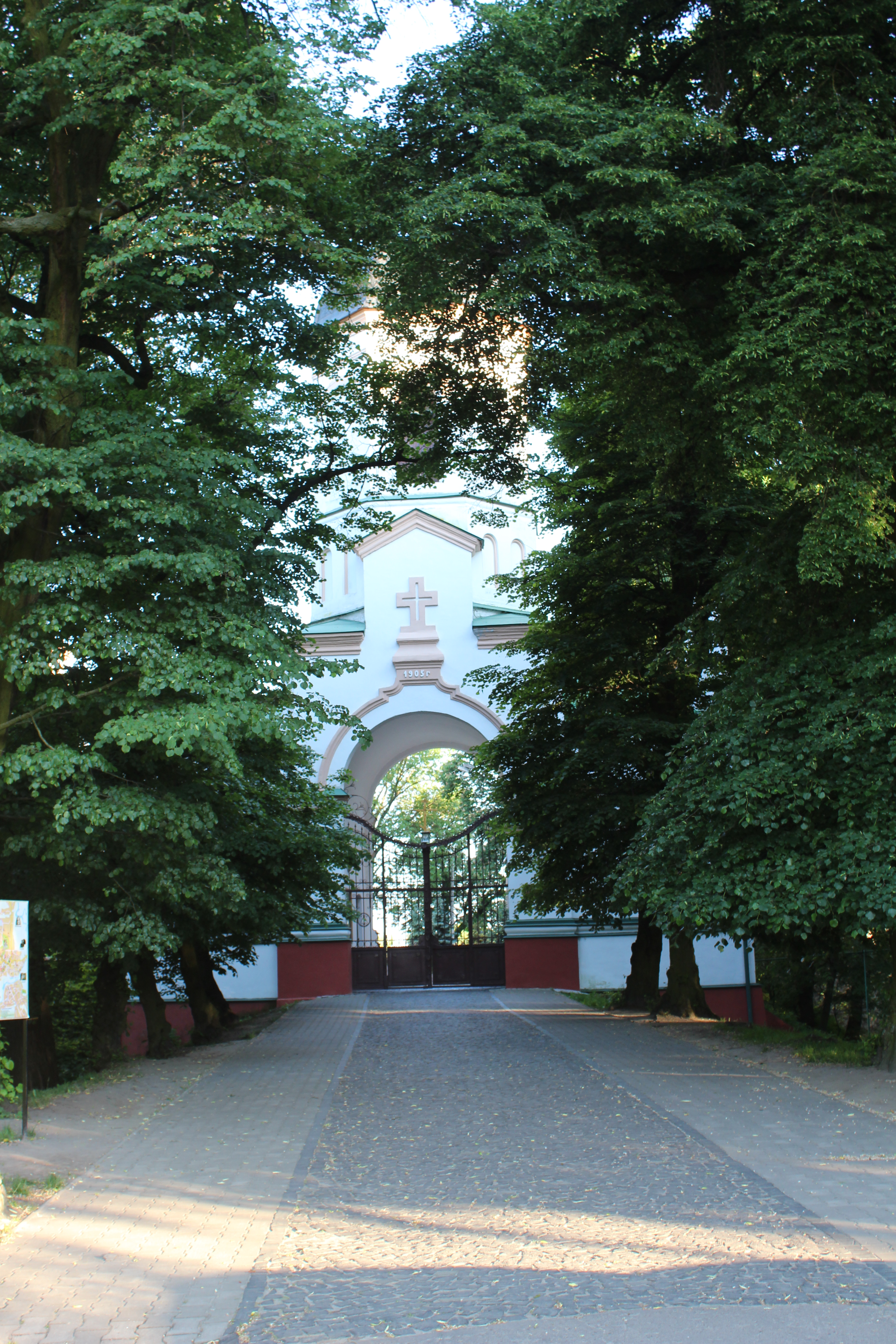
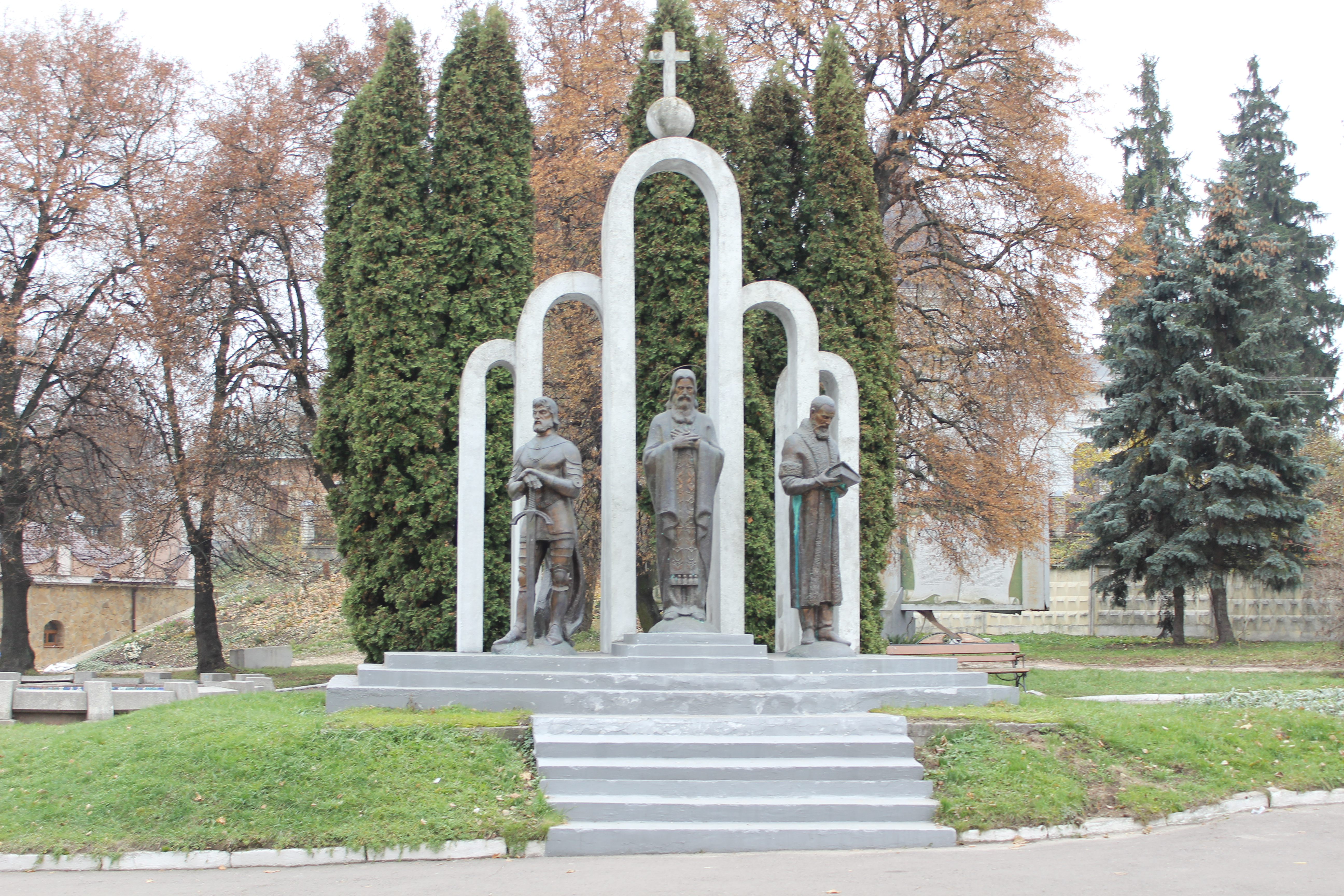
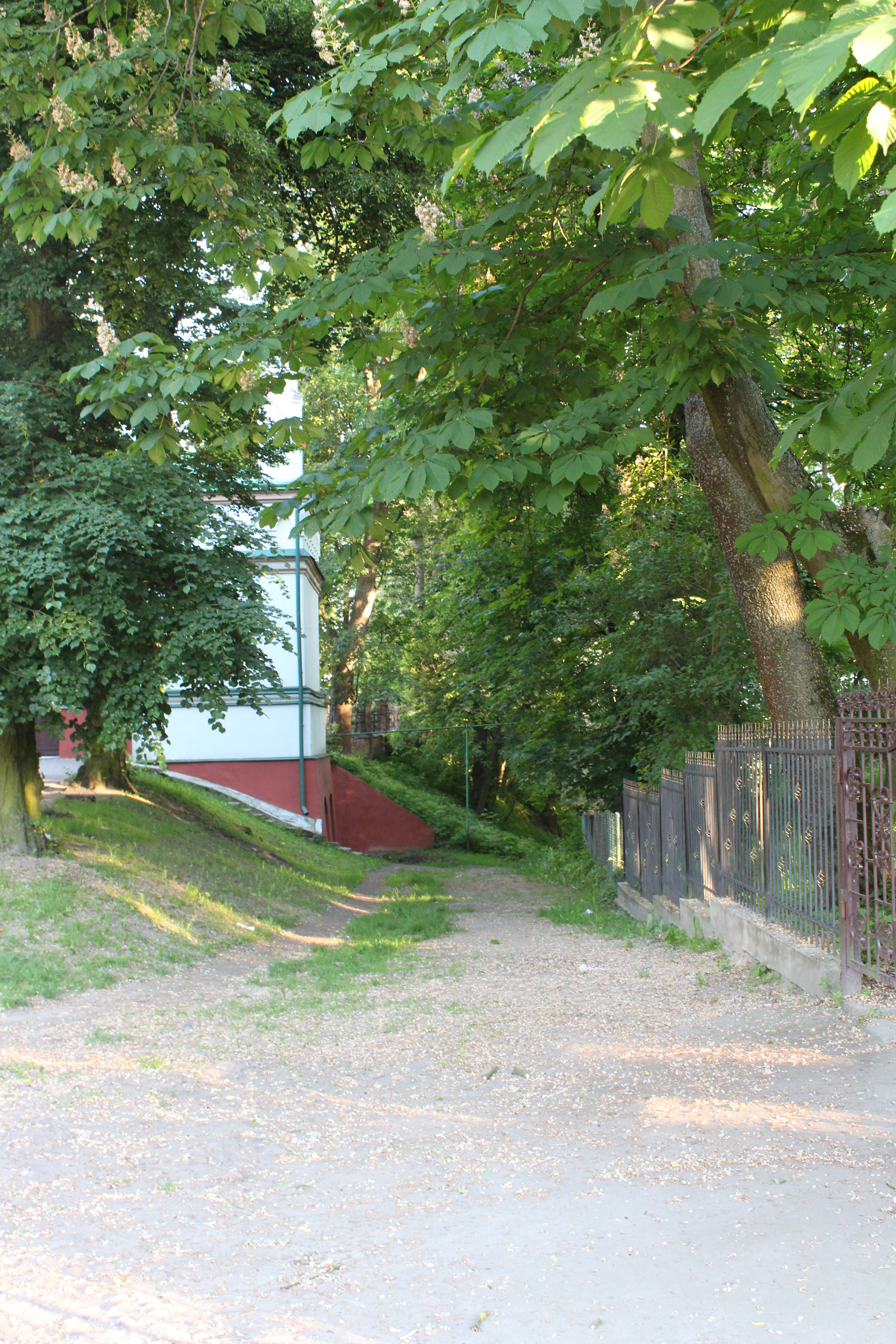
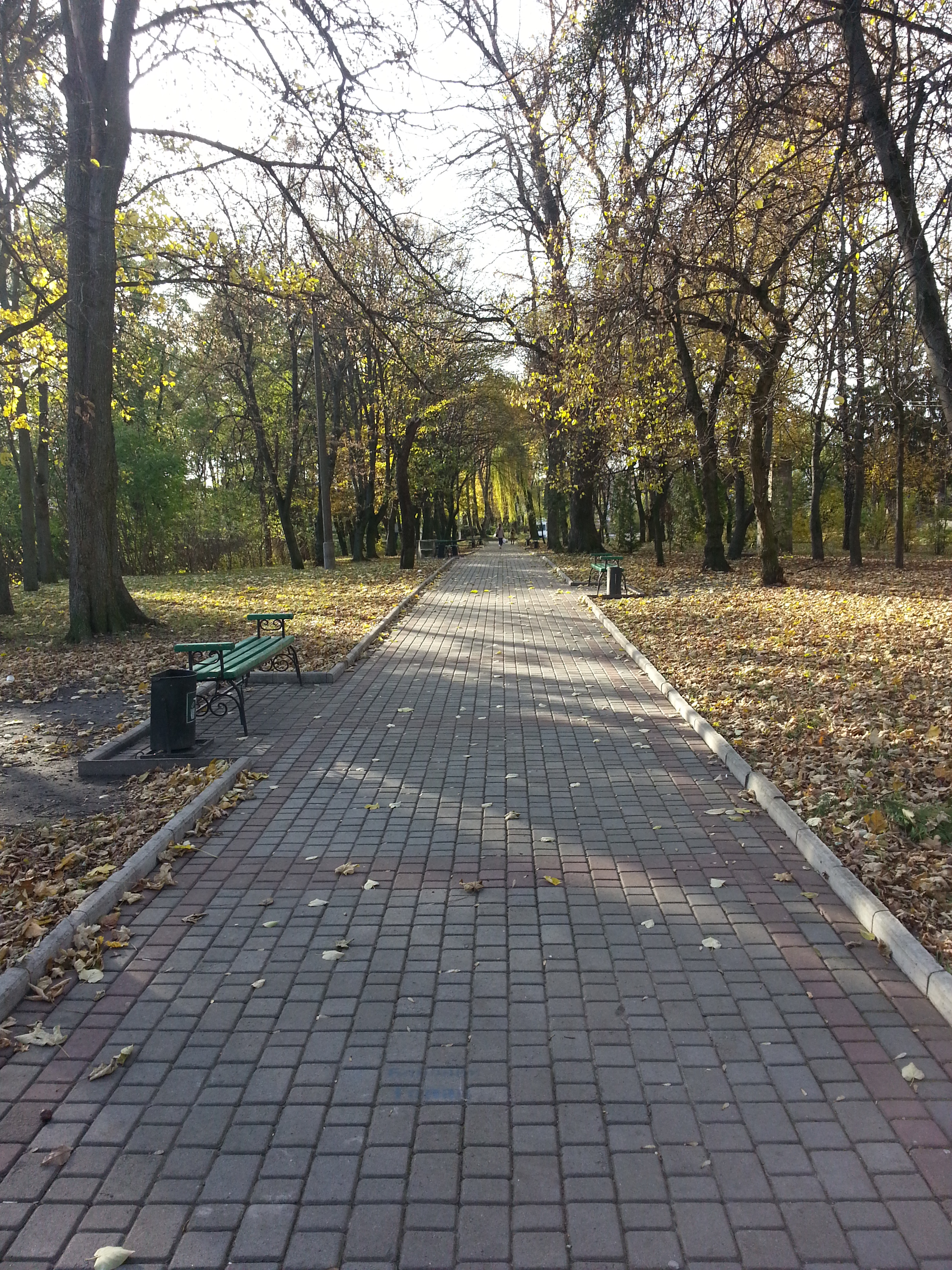
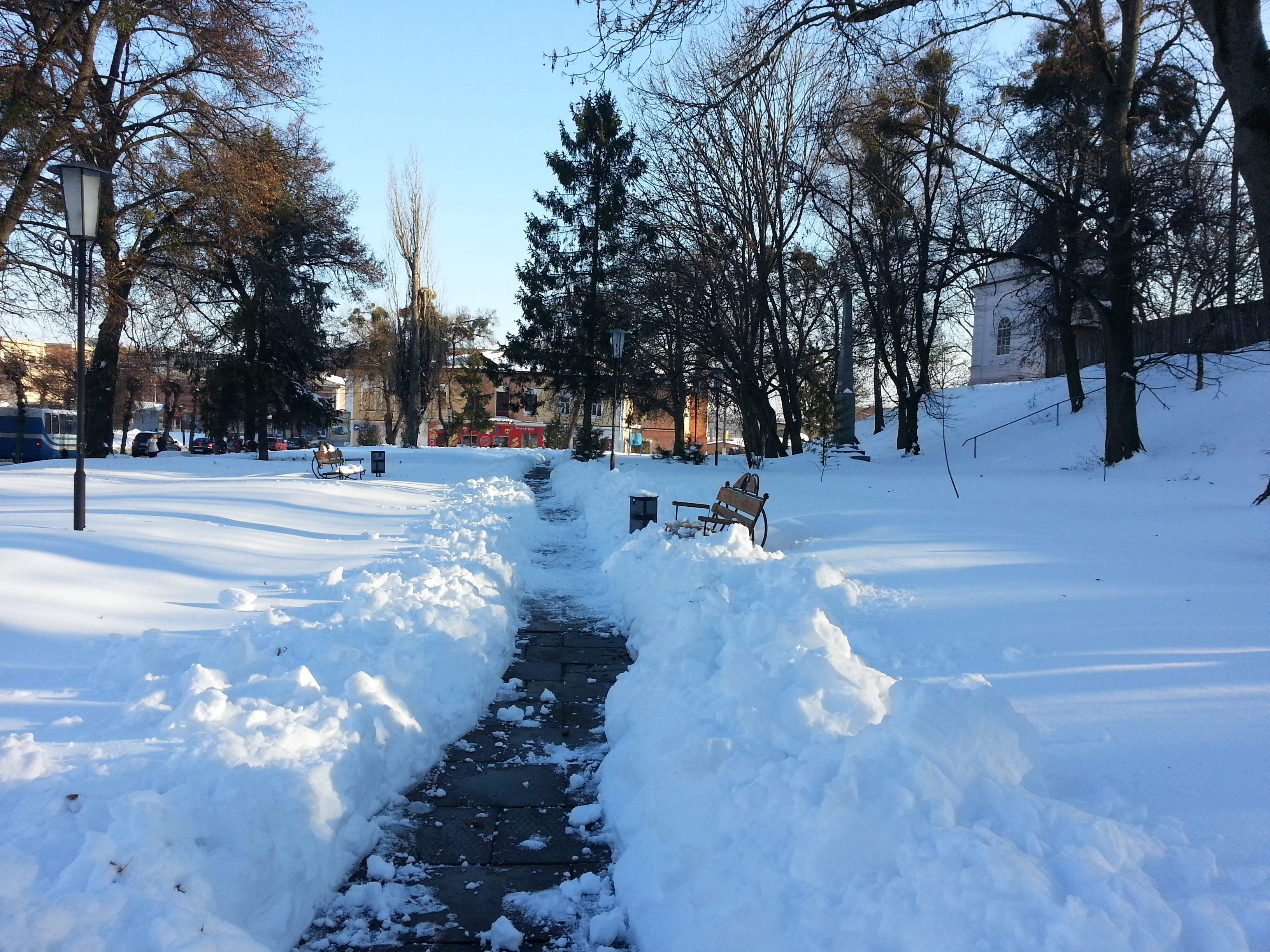
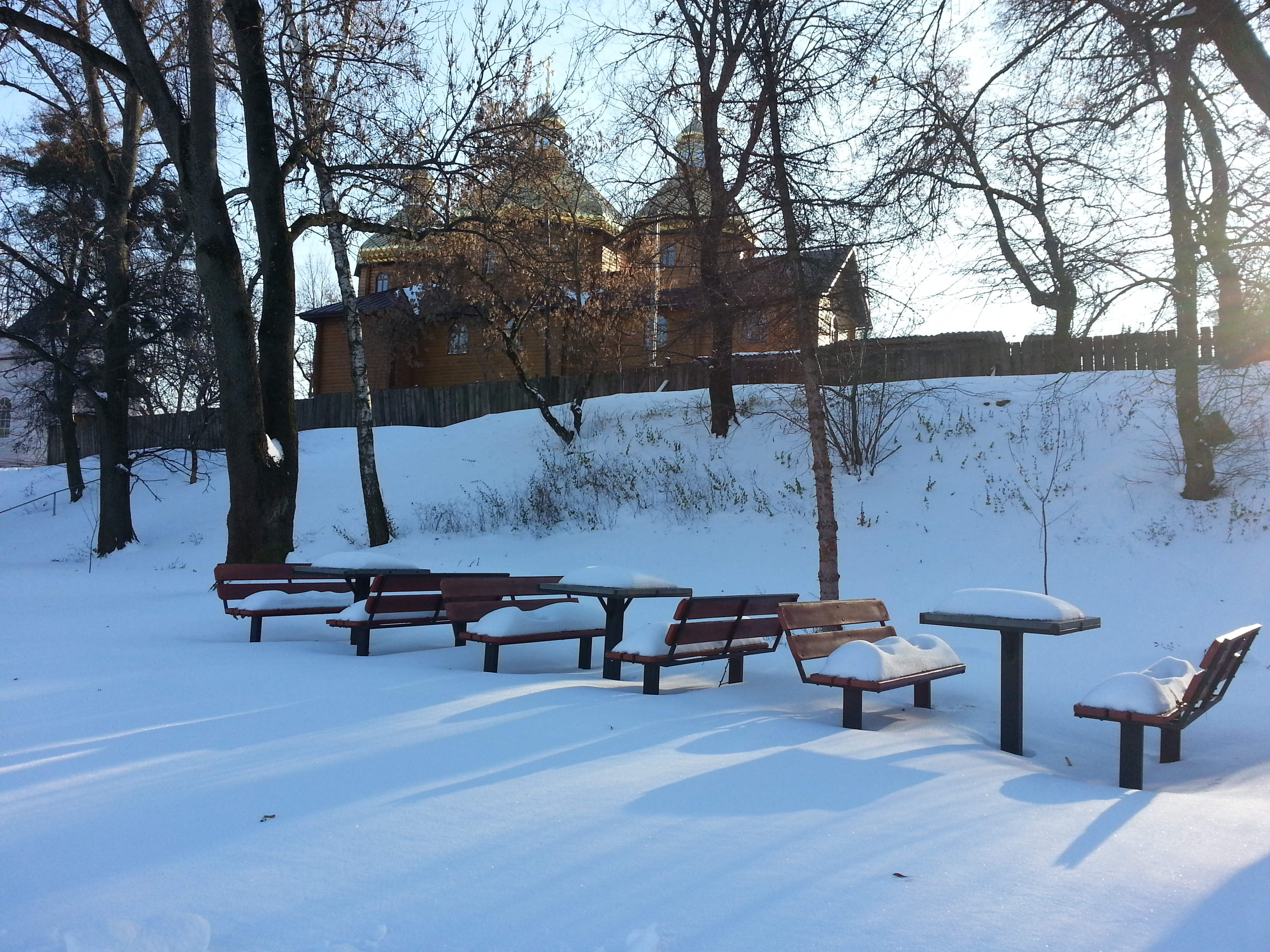
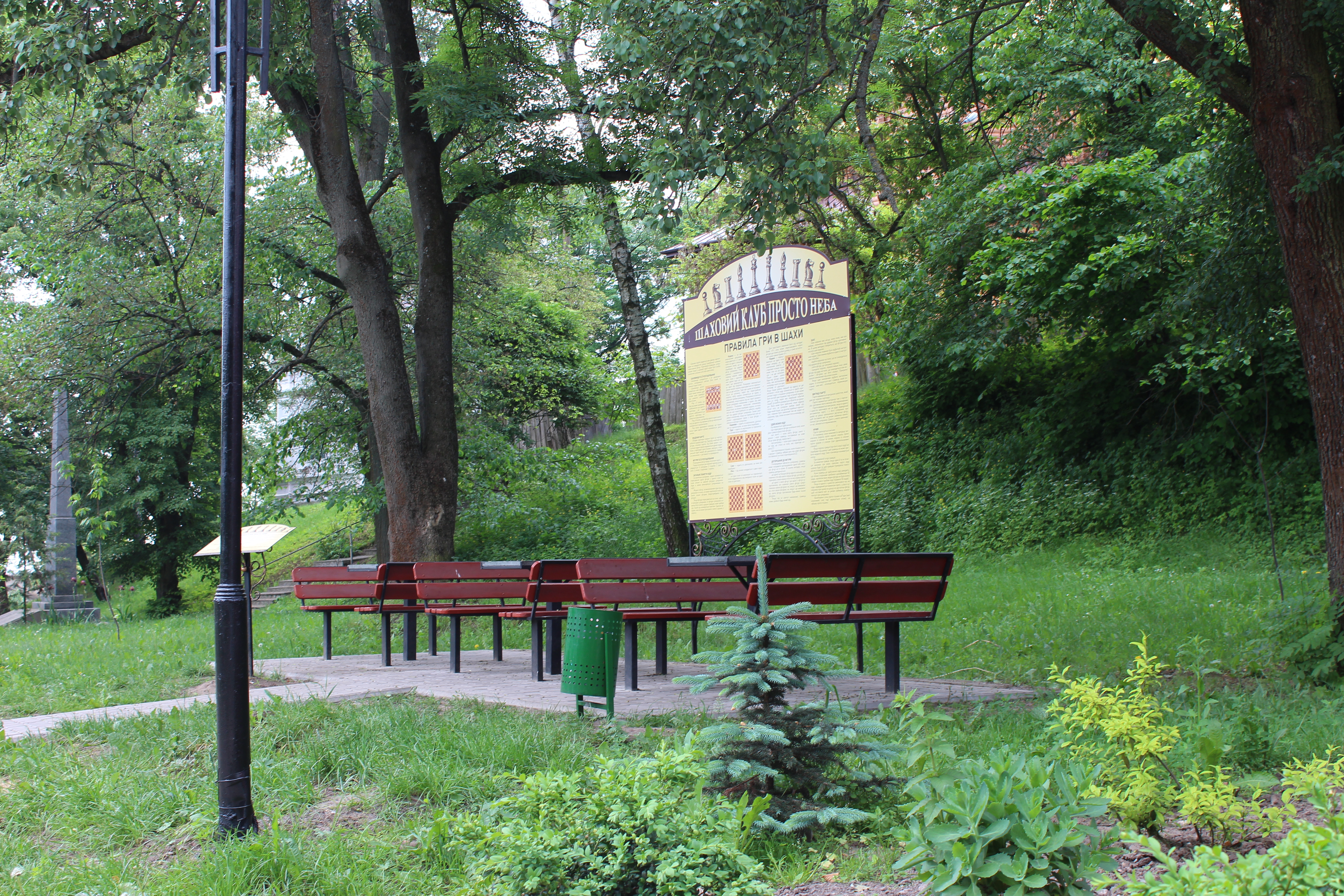
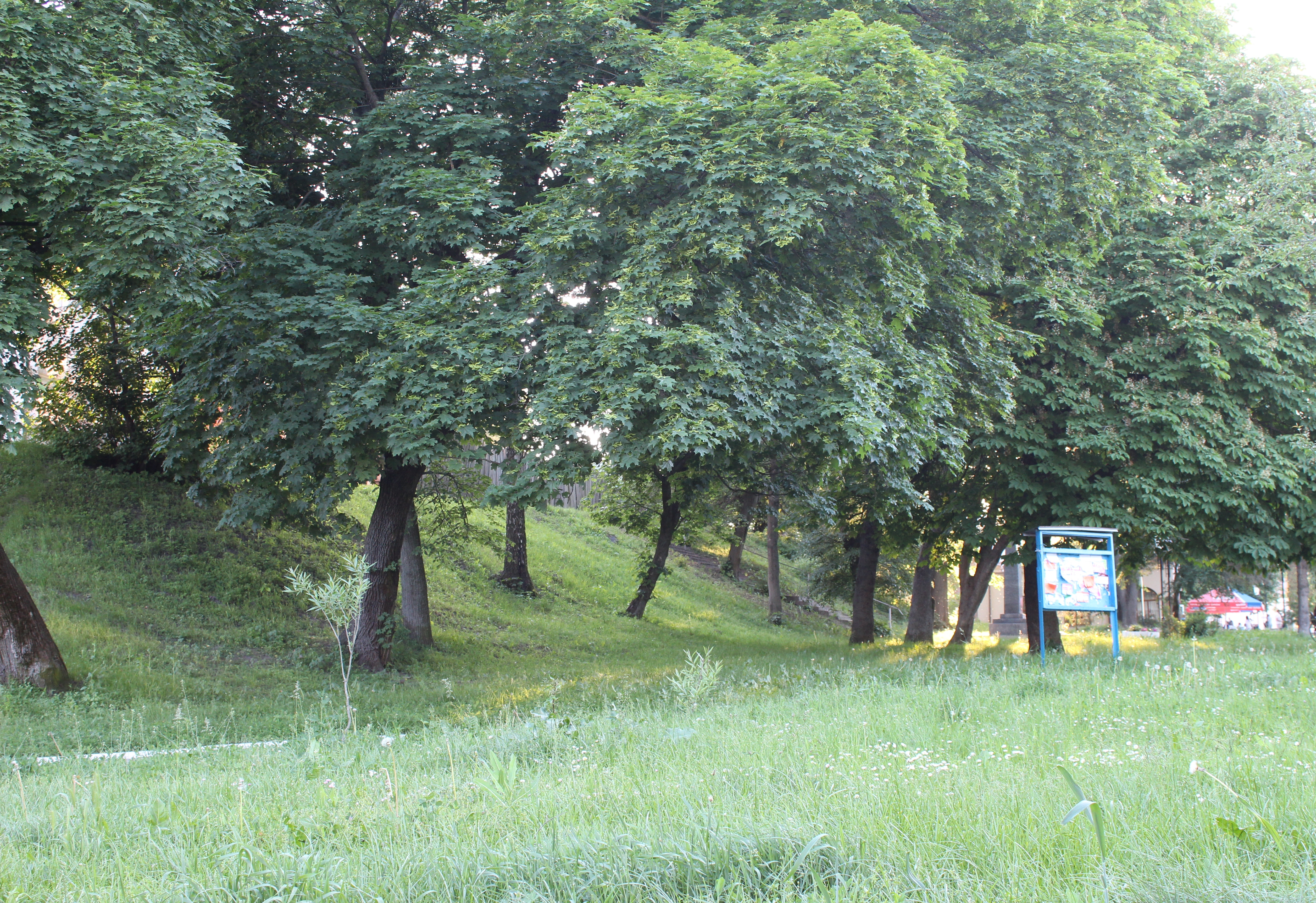
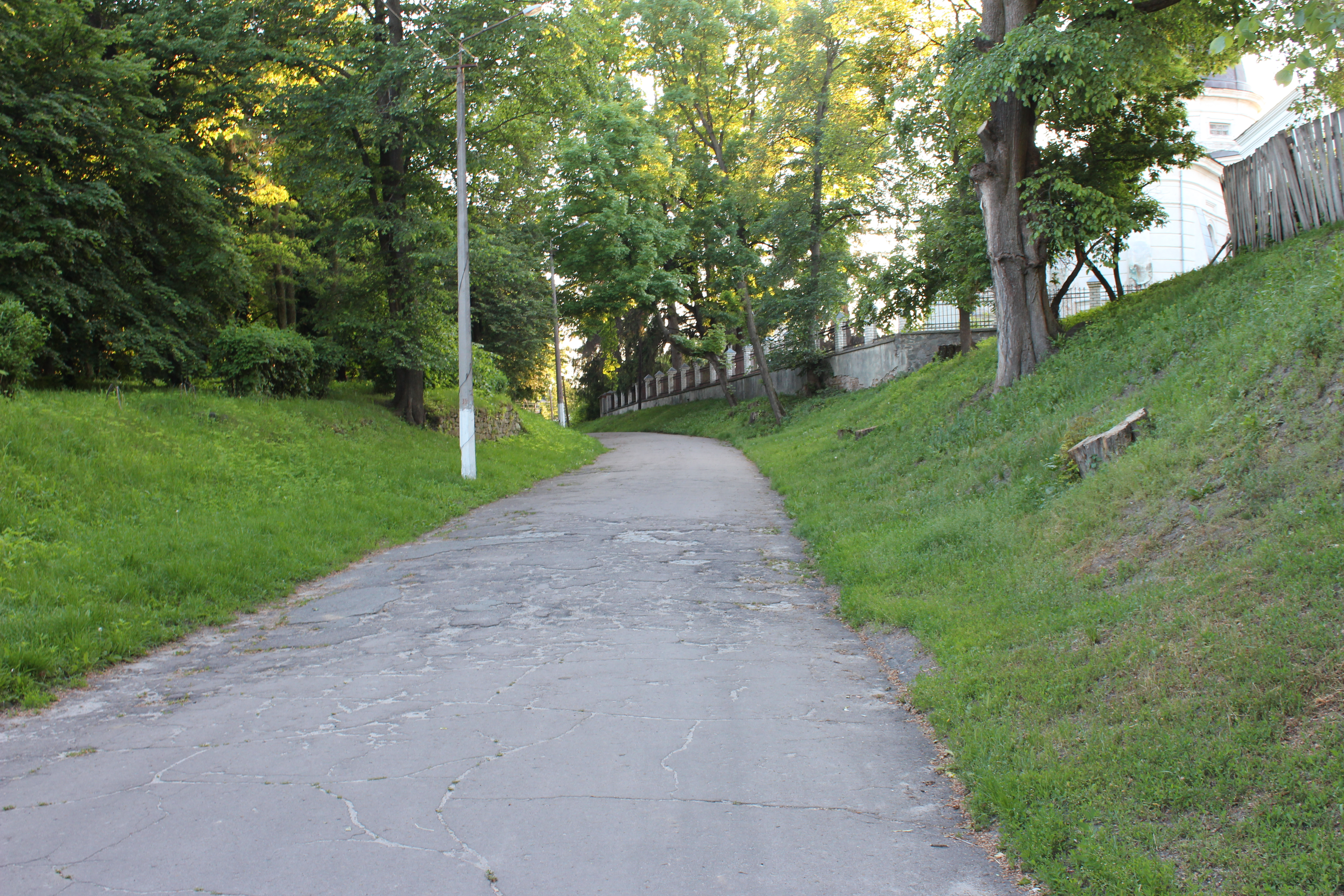